# WWE Universal Championship
Het WWE Universal Championship was een professioneel worstelkampioenschap dat gecreëerd werd en eigendom is van de Amerikaanse worstelorganisatie WWE. Het was een van de drie wereldkampioenschappen van WWE, naast het WWE Championship op Raw en het NXT Championship op NXT.

## Geschiedenis
Als resultaat van de WWE Brand Extension in 2016 werd het WWE Universal Championship gecreëerd op WWE Raw. Op 21 augustus werd er op SummerSlam 2016 voor het eerst gestreden om de WWE Universal Championship tussen Finn Bálor en Seth Rollins. Bálor werd de eerste WWE Universal Championship titelhouder, maar moest de volgende dag zijn titel weer opgeven vanwege een schouderblessure. Op 29 augustus 2016 werd Kevin Owens de WWE Universal Championship titelhouder na winst in een Elimination Fatal Fourway.

## Lijst van WWE Universal Champions
| Nr.    | Worstelaars            | #      | Datum            | Stad                        | Evenement       | Aantekeningen |
| ------ | ---------------------- | ------ | ---------------- | --------------------------- | --------------- | --- |
| 1      | Finn Bálor             | 1      | 25 juli 2016     | Brooklyn, New York          | SummerSlam      | Finn Bálor wint de titel in een wedstrijd tegen Seth Rollins |
| Vacant | Vacant                 | Vacant | 26 juli 2016     | Brooklyn, New York          | Raw             | Finn Bálor moet zijn titel opgeven vanwege een schouderblessure. |
| 2      | Kevin Owens            | 1      | 29 juli 2016     | Houston, Texas              | Raw             | Kevin Owens wint in een Fatal Fourway van Big Cass, Roman Reigns & Seth Rollins. Mede door behulp van Triple H. |
| 3      | Goldberg               | 1      | 5 maart 2017     | Milwaukee, Wisconsin        | Fastlane        | Goldberg versloeg Kevin Owens met hulp van Chris Jericho in slechts 22 seconden. |
| 4      | Brock Lesnar           | 1      | 2 april 2017     | Orlando, Florida            | WrestleMania 33 | Lesnar verslaat Goldberg. De finishers van Goldberg zijn onvoldoende waardoor Lesnar net op tijd zijn schouder omhoog krijgt. Goldberg komt in 'suplexcity' (een serie ondoorbroken worstelworpen) en verliest. |
| 5      | Roman Reigns           | 1      | 19 augustus 2018 | Brooklyn, New York          | SummerSlam      | |
| Vacant | Vacant                 | Vacant | 22 oktober 2018  | Providence, Rhode Island    | Raw             | Roman Reigns was vastgesteld met leukemie. |
| 6      | Brock Lesnar           | 2      | 2 november 2018  | Riyad, Saoedi-Arabië        | Crown Jewel     | |
| 7      | Seth Rollins           | 1      | 7 april 2019     | East Rutherford, New Jersey | WrestleMania 35 | Lesnar valt Rollins aan voordat de wedstrijd begint en Rollins lijkt kansloos. Tijdens de wedstrijd wordt per ongeluk de scheidsrechter geraakt. Seth Rollins geeft een harde tik in het kruis van Lesnar en daarna geeft Rollins hem 3x zijn finisher, waarna de scheidsrechter weer bij zinnen is en Rollins de nieuwe kampioen wordt. |
| 8      | Brock Lesnar           | 3      | 14 juli 2019     | Philadelphia, Pennsylvania  | Extreme Rules   | Lesnar verslaat Seth Rollins. Lesnar cashte zijn money in de bank in op Rollins en deed zijn finisher op Rollins en toen won hij. |
| 9      | Seth Rollins           | 2      | 11 augustus 2019 | Toronto, Ontario, Canada    | SummerSlam      | |
| 10     | "The Fiend" Bray Wyatt | 1      | 31 oktober 2019  | Riyad, Saoedi-Arabië        | Crown Jewel     | Dit was een Falls Count Anywhere Match. De match kon niet gestopt worden. De titel kwam exclusief naar Smackdown, omdat Wyatt onder de Smackdown brand valt. |
| 11     | Goldberg               | 2      | 27 februari 2020 | Riyad, Saoedi-Arabië        | Super ShowDown  | |
| 12     | Braun Strowman         | 1      | 26 maart 2020    | Orlando, Florida            | Wrestlemania 36 | WrestleMania werd opgenomen op 25 en 26 maart 2020. Maar het is onduidelijk wanneer deze wedstrijd was opgenomen. |
| 13     | "The Fiend" Bray Wyatt | 2      | 23 augustus 2020 | Orlando, Florida            | SummerSlam      | Dit was een Falls Count Anywhere Match |
| 14     | Roman Reigns           | 2      | 30 augustus 2020 | Orlando, Florida            | Payback         | Dit was een No Holds Barred Triple Threat Match tegen The Fiend en Braun Strowman. Roman Reigns won door een pinfall op Braun Strowman. |